# Morpho sirene
Morpho sirene är en fjärilsart som beskrevs av Friedrich Wilhelm Niepelt 1911. Morpho sirene ingår i släktet Morpho och familjen praktfjärilar. Inga underarter finns listade i Catalogue of Life.